# Cædmon
Cædmon (ˈkædmən nebo ˈkædmɒn, 2. polovina 7. století) byl první známý staroanglický (anglosaský) básník.

## Život
O Cædmonově životě je známo jen málo, veškeré zprávy o něm pocházejí pouze z latinsky napsaného díla Historia ecclesiastica gentis Anglorum (Církevní dějiny národa Anglů), jehož autorem je učenec a historik Beda Ctihodný (Beda Venerabilis).
Podle Bedy Ctihodného byl Cædmon Kelt pracující jako pastevec poblíž významného northumbrijského kláštera Streonæshalch (dnes Whitby Abbey, Severní Yorkshire), který tehdy vedla abatyše Hilda z Whitby. Ve snu byl díky božímu vnuknutí obdařen výjimečnými básnickými schopnostmi, stal se mnichem v tomto klášteře, působil zde jako básník a roku 680 zde zemřel.

## Hymnus o Stvoření

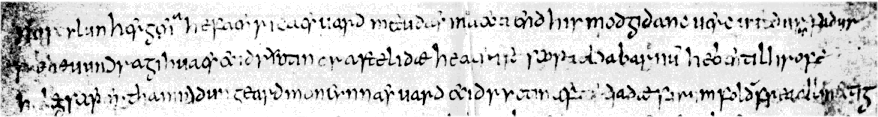
Hymnus o Stvoření z nejstaršího manuskriptu s Bedovými Církevními dějinami národa Anglů z let 734–737.

Z dochovaných skladeb, které podle Bedy Ctihodného Cædmon vytvořil, je mu dnes přisuzován jen Hymnus o Stvoření (Cædmon's Hymn), složený prý ve snu na pokyn anděla. Jde o prostou náboženskou báseň o pouhých devíti verších, která velebí Boha Stvořitele a ve které je tradiční aliterující formou vyjádřena vroucí síla křesťanské myšlenky. Hymnus je nejstarší dochovanou staroanglickou básní vůbec a byl ve své době velmi oblíben. Dochoval se nejen v Bedově latinské podobě, ale i v původních anglosaských verších, a to ve dvaceti jedna rukopisech vzniklých mezi 8. až 15. stoletím. Podle Bedy Ctihodného má hymnus tento obsah (uvedeno v překladu Jaromíra Kyncla):
"Chválit teď máme původce království nebeského,
sílu Stvořitele a jeho úradek.
skutky Otce slávy.
Jak se on, protože je Bůh věčný,
stal původcem všech zázraků.
Jak nejdříve dětem člověka
stvořil nebesa jako završení stavby,
a potom jak stvořil zemi,
on, všemohoucí strážce lidského rodu."

## Cædmonova škola

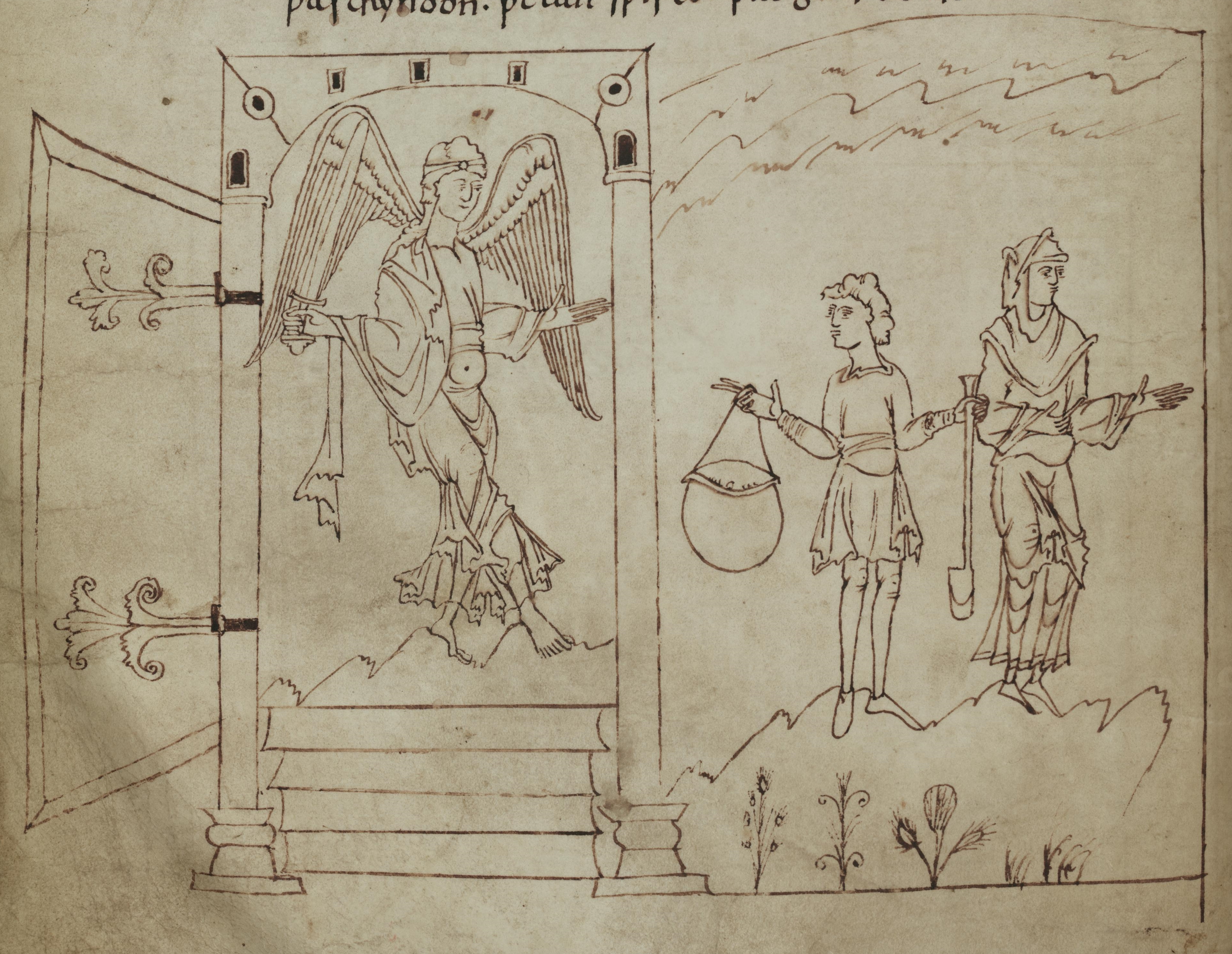
Vyhnání z ráje, ilustrace z Cædmonova manuskriptu.

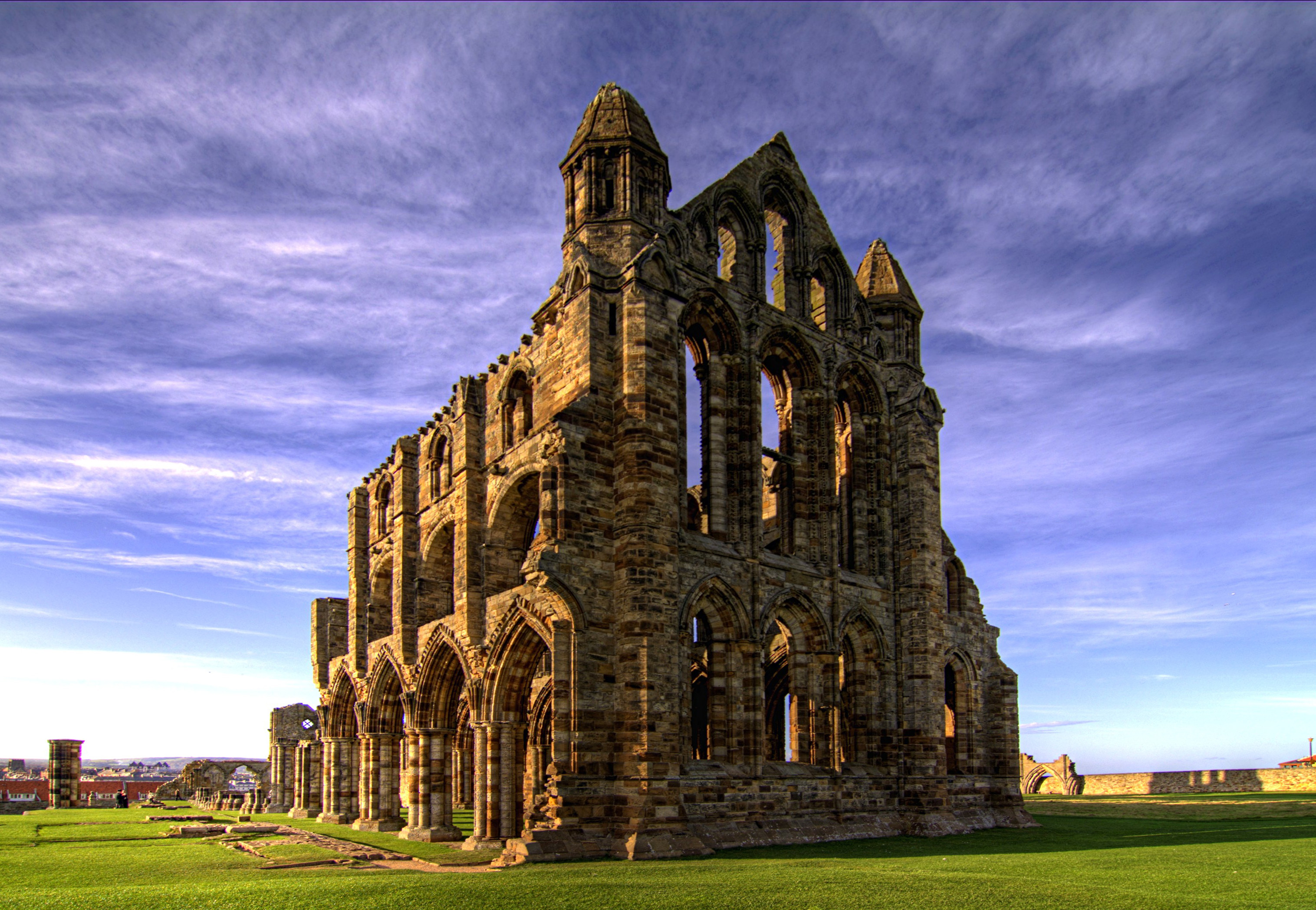
Zříceniny Whitby Abbey.

Cædmonovi byly přisuzovány také některé delší epické skladby na biblické náměty (Genesis, Exodus, Daniel a Kristus a Satan), které je však nutno pokládat za díla neznámých autorů ze 7. – 9. století (v této souvislosti se také někdy hovoří o dílech z tzv. Cædmonovy školy). Jsou obsažena v tzv. Cædmonově manuskriptu vzniklém kolem roku 1000, označovaném také podle nizozemského filologa Francisca Junia (asi 1591–1677), který jej roku 1665 zveřejnil, jako Juniův manuskript:
- Genesis je parafrází První knihy Mojžíšovy. Obsahuje 2953[1] aliteračních veršů a skládá se ze dvou odlišných částí, označovaných v moderní literární historií jako Genesis A a Genesis B.[5] Starší Genesis A vznikla kole roku 700, zatímco mladší Genesis B je asi z poloviny 9. století.[5] Své biblické předlohy se epos drží poměrně věrně, jen na začátku obsahuje apokryfní vyprávění o vzpouře a pádu andělů.
- Exodus (590 veršů, počátek 8. století)[5] vypráví prostředky staroanglické hrdinské poezie krátký úsek z Druhé knihy Mojžíšovy o útěku Židů z Egypta a o jejich zázračném průchodu vodami Rudého moře k zaslíbené zemi.
- Daniel (764 veršů, rovněž počátek 8. století)[5] vychází z první poloviny starozákonní Knihy Daniel a obsahuje sny krále Nabuchodonosora a vyprávění o třech mládencích v peci ohnivé
- Kristus a Satan (Christ and Satan, 729 veršů), báseň o třech částech vyprávějící o pádu andělů, sestoupení Krista do pekel a pokoušení Krista ďáblem na poušti.[4]

Cædmonovi bylo rovněž neprávem přičítáno autorství básně Sen o kříži (The Dream of the Rood) z 8. století, za jejíhož autora je dnes považován některý z básníků tzv. Cynewulfovy školy.

## Česká vydání
- V knize Zdenka Menharda Starší anglická literatura, Karolinum, Praha 1995 je uvedena ukázka z básně Genesis v českém překladu.
- Antologie nejstarší anglické poezie a prózy Jako když dvoranou proletí pták, Triáda, Praha 2009 obsahuje překlady básní Hymnus o Stvoření a Exodus.